# Chorthippus atridorsus
Chorthippus atridorsus är en insektsart som beskrevs av Jia, F.L. och Liang 1993. Chorthippus atridorsus ingår i släktet Chorthippus och familjen gräshoppor. Inga underarter finns listade i Catalogue of Life.